# Bildung

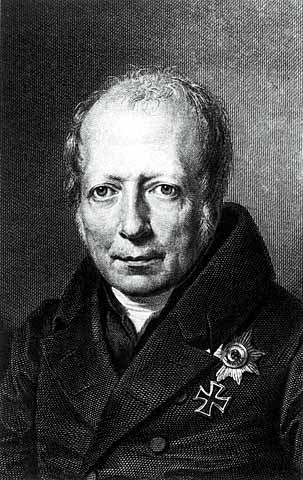
Wilhelm von Humboldt (1767–1835), Bildungsreformer

Bildung (von althochdeutsch bilidōn ‚bilden', ‚sich bilden', ‚gestalten', ‚erschaffen', ‚versinnbildlichen', ‚nachahmen'; Abstraktum: bildunga ‚Vorstellung, Vorstellungskraft‘) ist ein vielschichtiger, unterschiedlich definierter Begriff, den man im Kern als Maß für die Übereinstimmung des persönlichen Wissens und Weltbildes eines Menschen mit der Wirklichkeit verstehen kann. Je höher die Bildung ist, desto größer wird die Fähigkeit, Verständnis für Zusammenhänge zu entwickeln und wahre Erkenntnisse zu gewinnen. Der Ausdruck wird sowohl für den Bildungsvorgang („sich bilden“, „gebildet werden“) wie auch für den Bildungszustand („gebildet sein“) einer Person verwendet. Im Hinblick auf den innerhalb einer Bevölkerung gemeinhin erwartbaren Bildungsstand wird von Allgemeinbildung gesprochen.
Im weiteren Sinn bezeichnet Bildung die Entwicklung eines Menschen hinsichtlich seiner Persönlichkeit zu einem „Menschsein“, das weitgehend den geistigen, sozialen und kulturellen Merkmalen entspricht, die jeweils in der Gesellschaft als Ideal des voll entwickelten Menschen gelten können, wie zum Beispiel das humboldtsche Bildungsideal. Ein Merkmal von Bildung, das nahezu allen modernen Bildungstheorien entnehmbar ist, lässt sich umschreiben als das reflektierte Verhältnis zu sich, zu anderen und zur Welt.
Im Gegensatz zur beruflichen oder zweckbestimmten Ausbildung bezieht sich Bildung auf eine grundsätzliche und grundlegende kulturelle Formung des Menschen. Vorausgesetzt, wenn auch selten angesprochen, sind hierbei elementare Kulturtechniken wie Auswendiglernen, Lesen, Schreiben, Rechnen. Solche Kulturtechniken werden stets in einem sozialen Kontext vermittelt, dem Bildungswesen im weitesten Sinne. Zum Bildungswesen gehören spezielle Institutionen wie beispielsweise Schulen und Hochschulen, aber auch alle anderen Lehr- und Lernverhältnisse, etwa in Familie, Beruf oder aus eigener Initiative.
Der moderne, dynamische und ganzheitliche Bildungsbegriff steht für den lebensbegleitenden Entwicklungsprozess des Menschen zu der Persönlichkeit, die er sein kann, aber noch nicht ist. Diesem Prozess sind allerdings Grenzen gesetzt: durch persönliche Voraussetzungen – bezüglich Intellekt, Motivation, Konzentrationsfähigkeit, Grundfertigkeiten – sowie durch zeitliche, räumliche und soziale Bedingungen – Sachzwänge, Verfügbarkeit von Lehrmitteln und Lehrern. Doch ist ein Bildungsprozess nicht an Bildungseinrichtungen gebunden, sondern auch autodidaktisch möglich.
Die theoretische Beschäftigung mit Bildung stellt – neben der Beschäftigung mit Fragen der Erziehung – das zentrale Thema modernen pädagogischen Nachdenkens dar.

## Begriffsbildung
Bildung ist ein sprachlich, kulturell und historisch bedingter Begriff mit sehr komplexer Bedeutung. Eine präzise oder besser noch einheitliche Definition des Bildungsbegriffs zu finden, erweist sich daher als äußerst schwierig. Je nach Ausrichtung und Interessenlage variieren die Ansichten darüber, was unter „Bildung“ verstanden werden sollte, erheblich.

„‚Bildung‘ verweist auf Bild und damit zurück auf die bis in unser Jahrhundert aufgegriffene […] Genesispassage (1. Buch Mose 1,26 f.), nach der Gott den Menschen nach seinem Bilde geschaffen hat. Gleichzeitig ist es diesem Geschöpf verboten, sich ein Bild Gottes zu machen.“

Der Begriff der Bildung wurde von dem mittelalterlichen Theologen und Philosophen Meister Eckhart in die Deutsche Sprache eingeführt. Bildung bedeutete für Eckhart eine „Gottessache“, die durch „Erlernen von Gelassenheit“ als einem Sich-Überlassen möglich wird, „damit der Mensch Gott ähnlich werde“.
Seit der neuzeitlichen Aufklärung, der Begründung der Anthropologie als Wissenschaft und Lehre vom Menschen, dem pädagogischen Jahrhundert setzt sich eine Neubestimmung des Bildungsbegriffs durch. Danach ist der Mensch nicht mehr (nur) Geschöpf Gottes, sondern Werk seiner selbst: Selbstbildung, Selbstpraxis. Zugleich hängt der Prozess individueller Bildung von den Gelegenheiten ab, die eine Gesellschaft in materiellen (Bildungsökonomie), organisatorischen (Bildungssoziologie) und programmatischen (Lehrpläne, Curricula) Hinsichten bietet, damit Bildung gelingen kann.
Wolfgang Klafki bezeichnet Bildung als „Erschlossensein einer dinglichen und geistigen Wirklichkeit für einen Menschen – das ist der objektive oder materiale Aspekt; aber das heißt zugleich: Erschlossensein dieses Menschen für diese seine Wirklichkeit – das ist der subjektive und der formale Aspekt zugleich im ‚funktionalen‘ wie im ‚methodischen‘ Sinne.“
Nach Bernward Hoffmann wird Bildung als die Entfaltung und Entwicklung der geistig-seelischen Werte und Anlagen eines Menschen durch Formung und Erziehung verstanden:

„Der Begriff ist abgeleitet vom ‚Bild‘, einer Sache Gestalt und Wesen zu geben. Das Wort Bildung ist heruntergekommen zur Bezeichnung bloßen Formalwissens. Bildung ist dann nicht weit von Einbildung entfernt oder bezeichnet nur das, was gesellschaftliches Nützlichkeitsdenken der Herrschenden gerade für wichtig erachtet.“

Nach Daniel Goeudevert ist Bildung „ein aktiver, komplexer und nie abgeschlossener Prozess, in dessen glücklichem Verlauf eine selbständige und selbsttätige, problemlösungsfähige und lebenstüchtige Persönlichkeit entstehen kann“. Bildung könne daher nicht auf Wissen reduziert werden; Wissen sei nicht das Ziel der Bildung, aber sehr wohl ein Hilfsmittel. Darüber hinaus setze Bildung Urteilsvermögen, Reflexion und kritische Distanz gegenüber dem Informationsangebot voraus. Dem gegenüber stehe die Halbbildung, oder wenn es um Anpassung im Gegensatz zur reflexiven Distanz gehe, auch die Assimilation.
Eine alternative Definition findet sich bei Kössler:

„Bildung ist der Erwerb eines Systems moralisch erwünschter Einstellungen durch die Vermittlung und Aneignung von Wissen derart, dass Menschen im Bezugssystem ihrer geschichtlich-gesellschaftlichen Welt wählend, wertend und stellungnehmend ihren Standort definieren, Persönlichkeitsprofil bekommen und Lebens- und Handlungsorientierung gewinnen. Man kann stattdessen auch sagen, Bildung bewirke Identität.“

Um dem Theorie-Dilemma zu entgehen, einseitig die subjektive oder objektive Seite der Bildung zu erhöhen, kennzeichnet sie Tobias Prüwer als einen offenen Prozess, der sich insbesondere als ein sprachlich vermitteltes Situieren im Verhältnis von Ich, Welt und sozialer Mitwelt vollzieht. Er schlägt eine „postmoderne“ Variante vor:

„Skepsis und Kritik stellen wesentliche Merkmale der Bildung dar: Differenzieren und Unterscheiden legen die Grundlage für selbständiges Ermessen und eine souveräne Urteilskraft, schärfen und relativieren das individuelle Weltbild. Bildung zielt auch auf das Offene und Mögliche, das innerhalb der Sachzwanglogik aus den Augen gerät. In der im Bildungsbegriff verankerten Anerkennung der verschiedenen und gleichrangigen Lebensformen liegt zudem ein radikal-demokratisches Element.“

Während in unserem Alltagsdenken und -handeln der Bildungsbegriff stark mit Begriffen wie „Belehrung“ und „Wissensvermittlung“ verbunden ist, wurde er seit Wilhelm von Humboldt in der Theorie und der Programmatik erweitert. Nach Hartmut von Hentig komme „dem Wort Bildung seither das Moment der Selbständigkeit, also des Sich-Bildens der Persönlichkeit“ zu. Humboldt selbst führte dazu aus:

„Es gibt schlechterdings gewisse Kenntnisse, die allgemein sein müssen, und noch mehr eine gewisse Bildung der Gesinnungen und des Charakters, die keinem fehlen darf. Jeder ist offenbar nur dann guter Handwerker, Kaufmann, Soldat und Geschäftsmann, wenn er an sich und ohne Hinsicht auf seinen besonderen Beruf ein guter, anständiger, seinem Stande nach aufgeklärter Mensch und Bürger ist. Gibt ihm der Schulunterricht, was hierfür erforderlich ist, so erwirbt er die besondere Fähigkeit seines Berufs nachher so leicht und behält immer die Freiheit, wie im Leben so oft geschieht, von einem zum anderen überzugehen.“

Das Wort Bildung selbst ist ein typisch deutsches Wort, es steht in spezifischer Beziehung zu „Erziehung“ und „Sozialisation“. Diese in der deutschen Sprache unterschiedlich belegten Begriffe sind im Englischen und im Französischen als education bzw. éducation zusammengefasst, wobei dem Aspekt der formation, der inneren Formbildung, besondere Bedeutung zukommt.
Der Begriff ist ferner abzugrenzen von Begriffen, mit denen er umgangssprachlich oft synonym verwendet wird: den Begriffen Wissen, Intellektualität und Kultiviertheit. Der Begriff Bildung schließt allerdings (je nach Interpretation des Bildungsbegriffs in unterschiedlichem Maße) Facetten aller unterschiedenen begrifflichen Aspekte mit ein. Außerdem besteht eine gewisse Nähe zum Begriff Reife.

## Die historische Entwicklung des Bildungsbegriffs
Der Begriff der Bildung erfuhr während seiner Entwicklung mehrmals einen Bedeutungswandel.

### Die Anfänge der Bildung

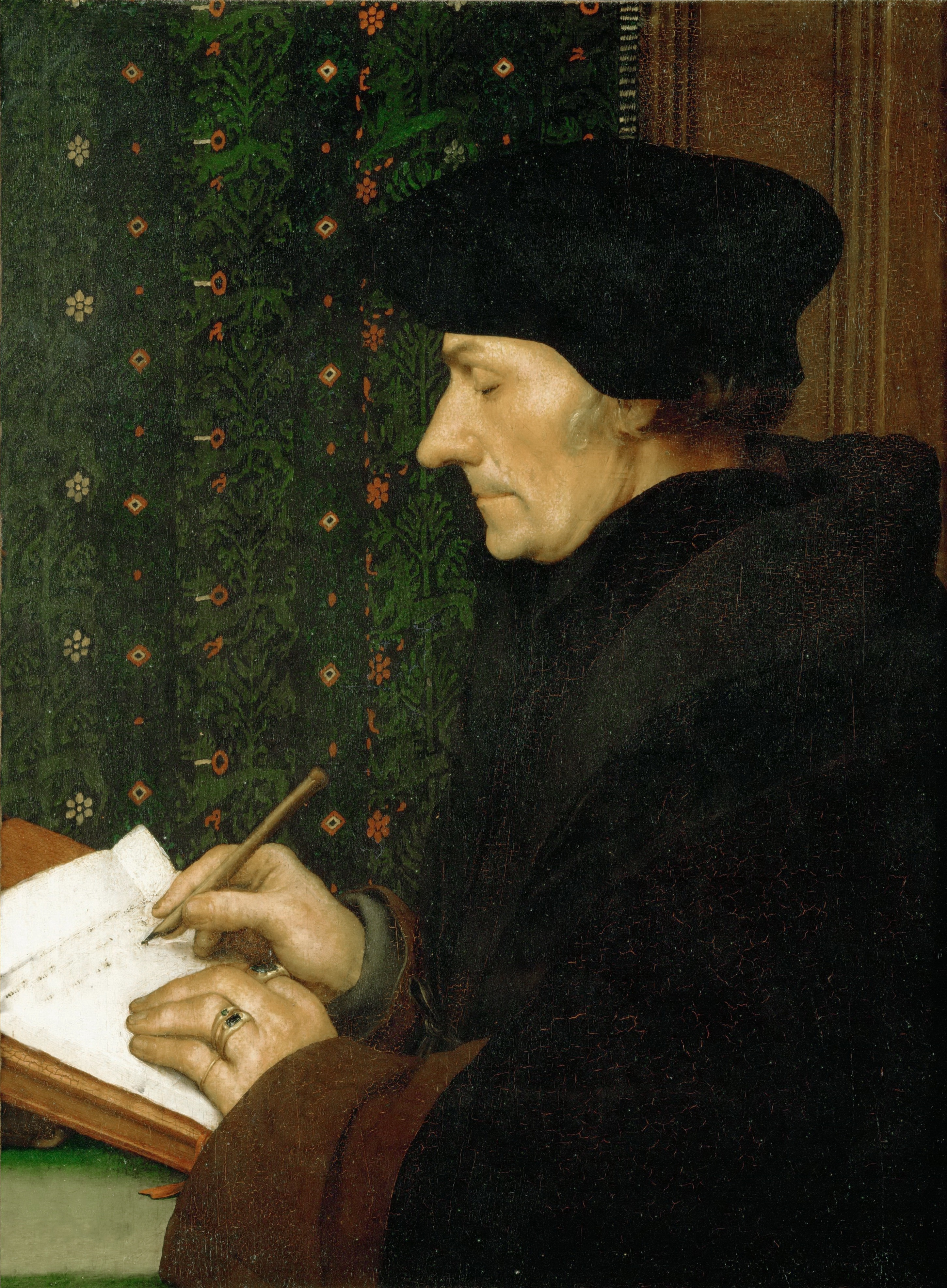
Erasmus von Rotterdam

Obwohl die Antike den Begriff Bildung noch nicht so verwendete, wie wir ihn kennen, waren die Ideen, die diesen Begriff prägen sollten, doch schon präsent. Im Griechischen ist der Begriff der (Enkyklios) Paideia dem Bildungsbegriff sehr verwandt. Erste Beispiele von Bildungstheorien sind um 500 v. Chr. der von Parmenides mit seiner „Auffahrt“ zur Göttin geschilderte Übergang vom bloßen Meinen zur Wahrheit sowie die von Heraklit formulierte Zugehörigkeit des Menschen zum „Logos“.
Häufig war die (Weiter-)Bildung eines der Hauptmotive für Reisen im römischen Reich, sei es im Zuge der Weiterbildung in Bibliotheken oder (Philosophen-)Schulen, im Zuge von Entdeckungsreisen oder in Form eines „Bildungstourismus“, um zentrale Wirkungsstätten von Personen oder Handlungsorte wichtiger Ereignisse zu besichtigen und/oder nachzuerleben, beispielsweise das Orakel von Delphi oder die Schlacht bei den Thermopylen.
Der deutsche Begriff entstand im Mittelalter, wahrscheinlich als Begriffsschöpfung Meister Eckharts (13./14. Jahrhundert) im Rahmen der Imago-Dei-Lehre. Der Begriff ist somit theologischen Ursprungs. Bilden wird in der Tradition der jüdisch-christlichen Imago-Dei-Lehre verstanden als gebildet zu werden durch die Gottheit, die Eckhart in der Linie des christlichen Neuplatonismus vom trinitarisch zu verstehenden Gott noch unterscheidet. Zwar ist das „Überbildetwerden“ durch die Gottheit dem Menschen unverfügbar, der Mensch kann aber die Voraussetzungen dafür schaffen. Daher Eckharts häufige „Aufforderungen, Distanz zur kreatürlichen Wirklichkeit zu erlangen, nämlich ‚Abgeschiedenheit‘ zu realisieren, [...] ‚ledig‘ zu werden, die Bilder zu lassen, sich aller fremden Bilder zu entledigen [...] sich als Mensch zu ‚entbilden‘ usw., um bereit zu werden für die (unverfügbare) Erfahrung der unio bzw. der ‚Gottesgeburt‘ im Seeleninnersten als ‚Einbildung‘ in Gott (als Gottheit bzw. deitas [...]) allein und als ‚Überbildung‘ des Menschen durch das schlechthinnige Eine“ oder die Gottheit.
Einen „Bildungsschub“ gab es in Europa in der Renaissance, in der die Neugier der Menschen erwachte und mit Hilfe der von Johannes Gutenberg entwickelten Buchdruckkunst erstmals Bildungsbücher eine weitere Verbreitung finden konnten. Einer der schreibfreudigsten „Bildner“ war zu dieser Zeit der Humanist Erasmus von Rotterdam, der über 100 Bildungsbücher schrieb und bereits früh erkannte: „Der Mensch wird nicht geboren, sondern erzogen!“ Mit seinen Büchern wollte er seinen Zeitgenossen und der Nachwelt Bildung vermitteln und machte deutlich:

„Nichts ist naturgemäßer als Tugend und Bildung –

ohne sie hört der Mensch auf, Mensch zu sein.“

### Der Einzug des Begriffs „Bildung“ in die Pädagogik

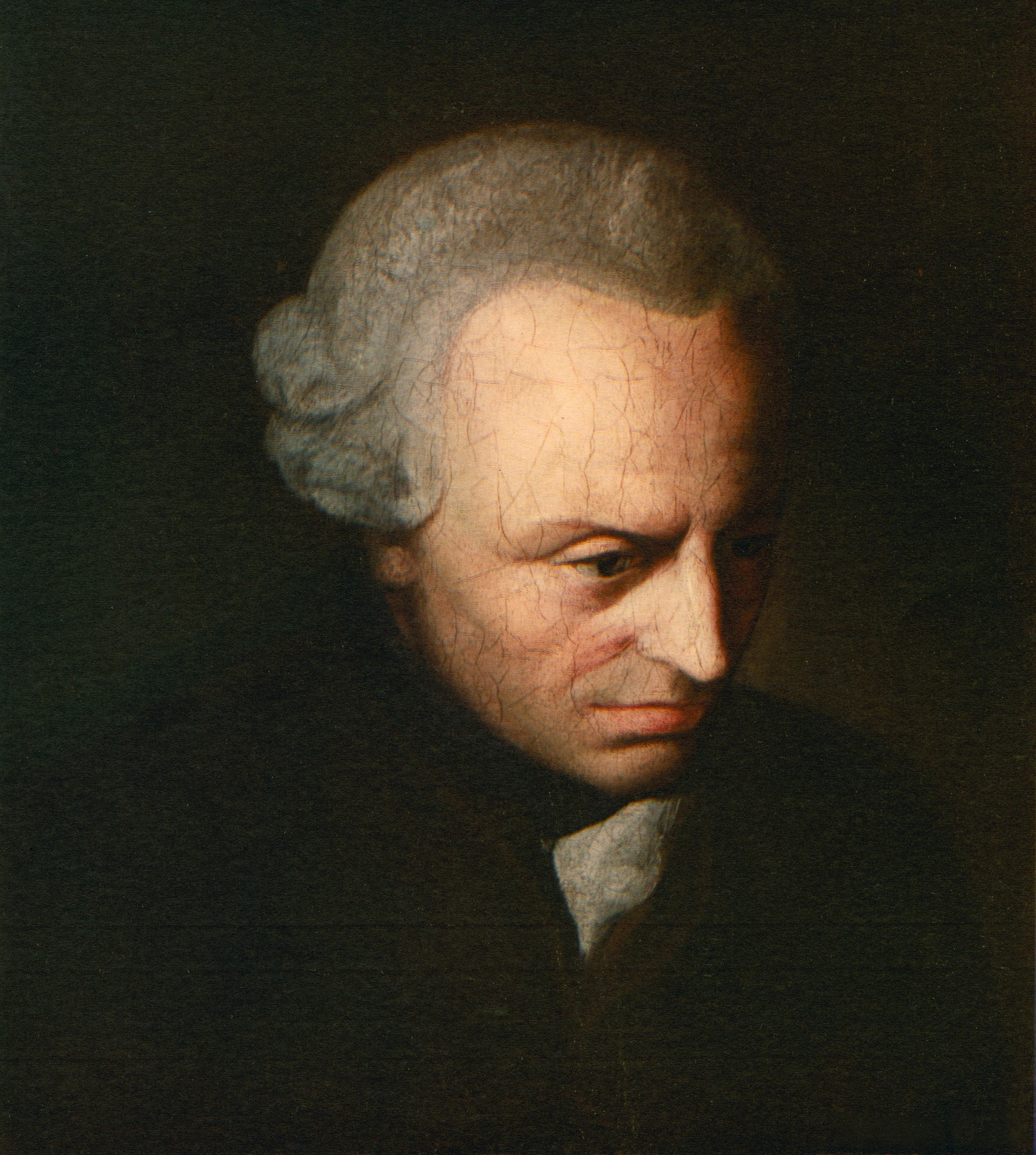
Immanuel Kant

Angesichts der Zerstörungen während des Dreißigjährigen Krieges erhoffte sich Comenius eine friedliche Ordnung der Welt daraus, dass Menschen von Kindheit an zu menschlichem Verhalten angeleitet werden. So hielt der Begriff Bildung Einzug in die Pädagogik. Das damals verwendete lateinische Wort eruditus („gebildet“, „aufgeklärt“) bedeutet etymologisch ‚ent-roht‘. Solchen Ausgang des Menschen aus seiner ursprünglichen Rohheit erwartete Comenius von Sorgfalt beim Denken und Sprechen:

“Nosse rerum differentias et posse unumquodque suo insignare nomine.”

„Den Unterschied der Dinge kennen und jedes mit seinem Namen bezeichnen können.“

Das im 18. Jahrhundert entstandene neue Menschenbild eines aufgeklärten, in wissenschaftlichen Kategorien denkenden und handelnden Menschen formte auch den Begriff der Bildung um. Durch die Auseinandersetzung deutscher Autoren mit Shaftesbury wurde der Begriff säkularisiert. Die theologische Bedeutung wich einer Bedeutung, die sich der platonischen näherte. Der Mensch sollte sich nun nicht mehr zum Abbild Gottes entwickeln, sondern als Ziel galt die menschliche Vervollkommnung. Diese Idee findet sich unter anderem bei Pestalozzi (Abendstunde eines Einsiedlers), Herder (Ideen), Schiller und Goethe (Wilhelm Meister). Immanuel Kant präzisiert in seiner Schrift Über Pädagogik die Aufgabe von Bildung, wenn er schreibt:

„Die Pädagogik oder Erziehungslehre ist entweder physisch oder praktisch. […] Die praktische oder moralische ist diejenige, durch die der Mensch soll gebildet werden, damit er wie ein frei handelndes Wesen leben könne. […] Sie ist Erziehung zur Persönlichkeit, Erziehung eines frei handelnden Wesens, das sich selbst erhalten, und in der Gesellschaft ein Glied ausmachen, für sich selbst aber einen innern Wert haben kann.“

Waren die Bildungsziele vor der Aufklärungsepoche noch durch einen Gott gegeben, so seien sie nun bestimmt durch die Notwendigkeit des Menschen, in einer Gesellschaft zu leben. Es gehe darum, die „Rohmasse“ Mensch so zu formen, dass er ein nützliches Mitglied der Gesellschaft werden könne. In diesem Formungsprozess würden vorhandene Anlagen entwickelt. Doch immer noch werden die Bildungsziele nicht durch das Individuum festgelegt, sondern sind Idealvorstellungen, die unabhängig vom Einzelnen ewige Geltung beanspruchen (vgl. Ideenlehre) und von außen an das Individuum herangetragen werden.
Vor allem im Zuge der Weimarer Klassik tritt die Thematik der Bildungsreise wieder in den Vordergrund. Goethe beschreibt in seiner Italienischen Reise seine Motive, Eindrücke und seine Weiterbildung, die er in Italien erfahren konnte. Das damalige Griechenland blieb den sich weiterbildenden Reisenden aufgrund der  Zugehörigkeit zum Osmanischen Reich verwehrt. Nichtsdestotrotz erfuhr die klassische und klassizistische Bildung sowie deren Rezeption einen neuen Aufschwung. Dies zeigen die zahlreichen Übersetzungen und Adaptionen antiker Autoren und Werke in der späten Aufklärung und im 19. Jahrhundert. Beispiele hierfür sind die Übersetzungen der Ilias und der Odyssee Homers ins Deutsche von Johann Heinrich Voss oder die adaptiv-populäre Anthologie der Sagen des klassischen Altertums von Gustav Schwab.

### Die Wende zur Subjektivität
Der deutsche Idealismus – insbesondere die subjektive Variante (Descartes, Malebranche, Fichte) im Unterschied zum objektiven Idealismus (Platon, Schelling, Hegel) – wendet den Bildungsbegriff zum Subjektiven. Bildung wird verstanden als Bildung des Geistes, der sich selber schafft. Dieser bei Johann Gottlieb Fichte (1726–1814) beschriebene Prozess lässt sich in der Formel fassen: „Das Ich als Werk meiner Selbst.“ Es ist Fichte, der seinen Bildungsbegriff auf den autopoietischen (gr. autos ‚selbst‘, poiein ‚schaffen‘, ‚hervorbringen‘) Zusammenhang von Empfinden, Anschauen und Denken begründet. Ziel ist – wie bereits in der Aufklärung – die Genese einer vollkommenen Persönlichkeit. Vollkommen ist eine Person, wenn eine Harmonie zwischen „Herz, Geist und Hand“ besteht.

„Ich bin eine besondere Bestimmung der bildenden Kraft, wie die Pflanze; eine besondere Bestimmung der eigentümlichen Bewegungskraft, wie das Tier; und überdies noch eine Bestimmung der Denkkraft: und die Vereinigung dieser drei Grundkräfte zu Einer Kraft, zu Einer harmonischen Entwicklung, macht das unterscheidende Kennzeichen meiner Gattung aus; so wie es die Unterscheidung der Pflanzengattung ausmacht, lediglich Bestimmung der bildenden Kraft zu sein.“

### Die programmatische Wende
Wilhelm von Humboldt schließlich erhebt Bildung zum Programm. Das Bedürfnis, sich zu bilden, sei im Inneren des Menschen angelegt und müsse nur geweckt werden. Jedem soll Bildung zugänglich gemacht werden. Humboldt erschafft ein mehrgliedriges Schulsystem, in dem jeder nach seinen Fähigkeiten und nach den Anforderungen, die die Gesellschaft an ihn stellt, gefördert wird. Allerdings geht es beim humboldtschen Bildungsideal nicht um empirisches Wissen, sondern immer noch um die Ausbildung/Vervollkommnung der Persönlichkeit und das Erlangen von Individualität. Dieses „Sich-Bilden“ wird nicht betrieben, um ein materielles Ziel zu erreichen, sondern um der eigenen Vervollkommnung willen.
Bürgerliches Statussymbol und messbares Gut, das am praktischen Leben orientiert sein muss, wird Bildung erst mit der Bürokratisierung in Form von Gymnasiallehrplänen. Bildung genügt sich nicht mehr allein, sondern soll Nutzen und möglichst auch Gewinn bringen. Damit wird Bildung zum Statussymbol der Gesellschaft und zum sozialen Abgrenzungskriterium. Friedrich Paulsen schreibt 1903:

„Wenn ich mein Sprachgefühl ganz gewissenhaft erforsche, so finde ich dieses: gebildet ist, wer nicht mit der Hand arbeitet, sich richtig anzuziehen und zu benehmen weiß, und von allen Dingen, von denen in der Gesellschaft die Rede ist, mitreden kann. Ein Zeichen von Bildung ist auch der Gebrauch von Fremdwörtern, das heißt der richtige: wer in der Bedeutung oder der Aussprache fehlgreift, der erweckt gegen seine Bildung ein ungünstiges Vorurteil. Dagegen ist die Bildung so gut wie bewiesen, wenn er fremde Sprachen kann […]. Damit kommen wir dann auf das letzte und entscheidende Merkmal: gebildet ist, wer eine ‚höhere‘ Schule durchgemacht hat, mindestens bis Untersekunda [10. Klasse, Anmerkung des Verfassers], natürlich mit ‚Erfolg‘.“

Zur Bewertung von Bildung schreibt er weiter:

„Und um über den Erfolg, also über den Besitz der Bildung keinen Zweifel bestehen zu lassen, besteht in Deutschland jetzt allgemein die Einrichtung, daß der Schüler beim Abschluss der Untersekunda geprüft und ihm über die Bildung eine Bescheinigung ausgestellt wird. […] Damit hätten wir denn auch einen von Staats wegen festgesetzten Maßstab der Bildung: es gehört dazu, was in den sechs ersten Jahreskursen der höheren Schulen gelernt wird; […]“

An der Geschichte des Bildungsbegriffs lässt sich verfolgen, dass dieser im Laufe der Zeit nicht eine, sondern mehrere Konnotationen erhalten hat, angefangen bei der religiösen Bedeutung über die Persönlichkeitsentwicklung bis hin zur Ware Bildung. Im Deutschen Kaiserreich (1871–1918) findet die entscheidende Wende von humboldtschen Bildungsinhalten hin zu moderneren Lehrinhalten statt.

### An der Jahrtausendwende: Transformatorische und relationale Bildung
Die Diskussion um den Bildungsbegriff seit den 1960er Jahren verläuft recht komplex. Es „wird zu Recht von einer seit etwa seit circa 1960 bestehenden Krise des Bildungsbegriffes gesprochen. […] Denn in der deutschen erziehungswissenschaftlichen und pädagogischen Diskussion [war] fraglich geworden, ob der Bildungsbegriff für die Pädagogik immer noch als maßgebliche Orientierungskategorie zur Bestimmung des zentralen Zieles sowie der Teilziele pädagogischen Denkens und Handelns geeignet sei, ob er in tragfähiger Weise konzeptualisiert werden könne und inwieweit er gegebenenfalls tauge bzw. welchen Modifikationen er zu unterziehen sei.
So ist der tradierte, neuhumanistisch geprägte Bildungsbegriff etwa seit Anfang der 60er Jahre grundlegenden Anfragen ausgesetzt hinsichtlich seines Inhalts und seiner legitimatorischen Basis.“
Jürgen-Eckhart Pleines stellte um die Jahrtausendwende (2000) im Blick auf den Bildungsbegriff fest, es habe „wenig Sinn […], von ihm […] eine endgültige Befreiung oder eine Erlösung zu erwarten.“ Der Bildungsbegriff wurde „im Zuge des Problematisch-Werdens der ‚großen Erzählungen‘ als legitimatorische Basis von Wissen sehr grundsätzlich in Frage gestellt [...] Insbesondere ist die dem klassischen Bildungsbegriff verpflichtete Bildungstheorie (außer von systemtheoretischer Seite […]) durch Vertreter postmodernen Denkens großen Herausforderungen ausgesetzt u. a. hinsichtlich der Vorstellungen von allgemeiner und harmonischer Bildung und in Bezug auf das Vernunft- und Subjektverständnis“ (Meder (1987), Pongratz (1986), W. Fischer (1989), Schirlbauer (1990) und Ruhloff (1993), aber z. B. auch Meyer-Drawe (1991)).
Prinzipiell betrachtet „wurde fraglich, […] ob unter den Voraussetzungen der (Post-)Moderne überhaupt noch mit Sinn von ‚Bildung‘ gesprochen werden könne, wo doch die Bildungstheorie als pädagogische Variante jener Legitimationserzählungen (i.e.: der ‚großen Erzählungen‘) zur Legitimation des Wissens […] erscheint“ (Koller (1999: 16)).
Dabei sei festzuhalten, dass „der Bildungsbegriff von den der veritablen Postmoderne verpflichteten Wissenschaftlern vielfach lediglich in seiner traditionellen und auch seiner im Anschluss daran modifizierten Ausprägung abgelehnt [wird]. Weiter wurden verschiedene beachtete, wenngleich nicht allgemein akzeptierte […] Versuche einer ‚postmodernen‘ Transformation und Neubestimmung des Bildungskonzeptes unternommen. Diese haben zu in sich unterschiedlichen ersten Ansätzen eines ‚postmodernen Bildungsbegriffes‘ und einer ‚postmodernen Pädagogik‘ geführt[.]“ Zu nennen sind hier für die 1990er Jahre u. a. Jörg Ruhloff, Norbert Meder, Johannes Fromme, Hans-Christoph Koller und Roland Reichenbach.
Der Bildungsgedanke bleibt gleichwohl umstritten und umkämpft. Pleines konstatiert zur Jahrtausendwende, dass der Bildungsgedanke „um sein Überleben und um seine Anerkennung kämpft“. Dem stehe gegenüber „[d]ie Vereinnahmung des Bildungsbegriffes für politische und nationalökonomische Zwecke auf bildungspolitischer und -institutioneller, wirtschaftlicher und öffentlicher Seite – eine Vereinnahmung, die, solange nicht neu bestimmt wurde, was Bildung eigentlich sein kann, keineswegs verwunderlich ist“.
Trotz der Zweifel an seiner Operationalisierbarkeit und Empirieferne wurde der Bildungsbegriff beibehalten. So existiert „eine durchgehende Linie bildungstheoretischer Diskussion bis heute, die in der Hoffnung auf eine der Zusammenhanglosigkeit, Disparatheit und Unbegründbarkeit pädagogischen Denkens und Handelns wehrenden Orientierungsfunktion des Bildungsbegriffes begründet ist“; denn es zeigte sich, „dass der Bildungsbegriff als Kategorie für pädagogisches Denken und Handeln unverzichtbar ist, […] um die Aufgabe der Pädagogik unverkürzt und angemessen zu fassen“. Auch von „(transzendental-)skeptischen“ Autoren wie W. Fischer und J. Ruhloff wird „der Bildungsbegriff für nicht verzichtbar gehalten, insbesondere deswegen, weil er dem geltungsanalytischen Diskurs in systematischer Hinsicht innerhalb der Erziehungswissenschaft Raum gebe“.
Im Blick auf die für das bildungstheoretische Denken beklagte Empirieferne ist eine wichtige Entwicklung hervorzuheben: Zwischen der traditionell philosophischen Bildungstheorie und der empirischen Bildungsforschung steht seit den 1980er Jahren die bildungstheoretisch orientierte Biographieforschung. Sie will über die Kategorie der Biographie zwischen beiden Bereichen vermitteln. Ziel ist dabei, den Bildungsbegriff zu präzisieren und so die Bildungstheorie für die Bildungsforschung und Bildungspraxis anschlussfähig zu machen. Dieser Forschungsdiskurs orientiert sich am transformatorischen Bildungsbegriff in der Tradition von Wilhelm von Humboldt und ist seit den 1990er Jahren durch die Ansätze von Winfried Marotzki und Hans-Christoph Koller geprägt. Als Basisdefinition gilt: Bildung ist ein Transformationsprozess der Figuren des Welt- und Selbstverhältnisses einer Person aus Anlass von Krisenerfahrungen, welche die bestehenden Figuren in Frage stellen. Koller fordert bis ins Jahr 2012 eine theoretische Präzisierung der Begriffe Transformationsprozess und Welt- und Selbstverhältnis sowie eine genaue Bestimmung des Anlasses von Bildungsprozessen.
Aus der Diagnose der Stagnation dieser Rekonstruktionsversuche des transformatorischen Bildungsbegriffs wird von Beate Richter der Wechsel in der Methode vom interpretativen zum relationalen Paradigma vorgeschlagen und die sogenannte relationale Entwicklungslogik als methodische Basis einer Präzisierung eingeführt. Mit der Übertragung der Ergebnisse der informellen Axiomatisierung (Methode der Theoretischen Strukturalisten Wolfgang Stegmüller, Wolfgang Balzer) von Robert Kegans strukturaler Entwicklungstheorie auf den transformatorischen Bildungsbegriff wird unter Verwendung weiterer Referenztheorien aus dem Bereich der relationalen Kommunikationstheorien die Präzisierung des Begriffs möglich. Bildung wird von Richter als „Prozess der Transformation der Regel der Bedeutungsbildung einer Person unter Konfrontation mit der Regel der Bedeutungsbildung nächsthöherer Ordnung definiert und als eine Struktur der Übergänge zwischen Kontext-Regeln beschrieben, die ein Beobachter der Person im Interaktionsprozess zuschreibt“ (Richter 2014: IX).

### Heute
In heutigen gesellschaftlichen Debatten wird der Bildungsbegriff mit allen diesen Konnotationen zugleich oder in Teilen verwendet, je nachdem, in welchem Kontext die Äußerung steht. Mögliche Kontexte sind zum Beispiel: soziale Abgrenzung, wirtschaftliche Interessen oder politische Ziele. Verallgemeinernd kann eigentlich nur gesagt werden, dass die meisten Definitionen auf den Mündigkeitsaspekt des Begriffs „Bildung“ hinweisen. Zu den Begriffen und Begriffsschöpfungen, die im gemeinten Kontext zur Sprache kommen, gehören Bildungssystem, Bildungsmisere, Allgemeinbildung, Bildungspolitik, bildungsferne Schichten u. a. m. Wie nicht zuletzt die Diskussion um die Pisa-Studie zeigt, werden heute auch die allgemeinbildenden Schulen mit immer größerer Selbstverständlichkeit unter dem Gesichtspunkt der „Optimierung von Lernprozessen im Hinblick auf deren Relevanz für ökonomisch verwertbare Arbeit“ (Ribolits, 13) bewertet.
Die Paradoxie, die darin enthalten ist, ist, dass die Fokussierung des selbstorganisierten Lernens und der Handlungskompetenz (und insbesondere die Betonung des – so Matthias Heitmann – „entmündigenden Zwangs“ zum lebenslangen Lernen) zu einer Entwertung dessen führt, was man früher Bildung nannte, wobei dies von der Pädagogik bisher kaum diskutiert wird. Während es angesichts des rasanten Wandels der technischen und sozialen Umwelt als selbstverständlich erscheint, sich fortlaufend neues Wissen (im Sinne von parzellierten Fakten) aneignen zu müssen, wird die traditionelle Wissensvermittlung im curricularen Kontext immer weniger als Ziel von Schulen und Hochschulen akzeptiert und ist auch kaum eine wirksame Motivation für ein Lehramtsstudium. Das schlägt sich in den Curricula der Schulen und Hochschulen nieder.

## Aspekte des Bildungsbegriffes
Bildung ist im Gegensatz zu Ausbildung bzw. Berufsbildung nicht unmittelbar an ökonomische Zwecke gebunden. Zum Problem der Konkurrenz von Bildung und Ausbildung äußerte sich Johann Heinrich Pestalozzi folgendermaßen:

„Allgemeine Emporbildung der inneren Kräfte der Menschennatur zu reiner Menschenweisheit ist allgemeiner Zweck der Bildung auch der niedrigsten Menschen. Übung, Anwendung und Gebrauch seiner Kraft und Weisheit in den besonderen Lagen und Umständen der Menschheit ist Berufs- und Standesbildung. Diese muss immer dem allgemeinen Zweck der Menschenbildung untergeordnet sein. […] Wer nicht Mensch ist, dem fehlt die Grundlage zur Bildung seiner näheren Bestimmung.“

Johann Gottfried von Herders Gedanken ähneln denen von Pestalozzi:

„Menschen sind wir eher, als wir Professionisten werden! Von dem, was wir als Menschen wissen und als Jünglinge gelernt haben, kommt unsere schönste Bildung und Brauchbarkeit für uns selbst her, noch ohne zu ängstliche Rücksicht, was der Staat aus uns machen wolle. Ist das Messer gewetzt, so kann man allerlei damit schneiden.“

Da allgemeine Schulpflicht (Deutschland) besteht, werden Bildungsprozesse wenigstens zunächst nicht freiwillig initiiert. Weil in unserer Gesellschaft Wissen verlangt wird, besteht lebenslang ein äußerer Druck, möglichst viele Informationen aufzunehmen. Wissen und Lernen allein ergeben jedoch noch keine Bildung. Friedrich Paulsen äußert sich im enzyklopädischen Handbuch der Pädagogik von 1903 zu diesem Thema folgendermaßen:

„Nicht die Masse dessen, was [man] weiß oder gelernt hat macht die Bildung aus, sondern die Kraft und Eigentümlichkeit, womit [man] es sich angeeignet hat und zur Auffassung und Beurteilung des ihm Vorliegenden zu verwenden versteht. […] Nicht der Stoff entscheidet über die Bildung, sondern die Form.“

Bildungsdreieck der Elementarkompetenzen

Elementare Aspekte der Bildung sind symbolisch als gleichseitiges Dreieck darstellbar, wobei jede Seite gleichberechtigt ist. Die drei Seiten stehen dabei symbolhaft für Wissen, Denken und Kommunikationsfähigkeit. Wissen umfasst dabei die Wissensinhalte (deklaratives Wissen), das Denken hingegen die unterschiedlichen Strategien des Erkenntnisgewinns wie Problemlösen, Beschreiben, Erklären, Interpretieren usw. Unter Kommunikationsfähigkeit kann in diesem Zusammenhang die Fähigkeit eines Menschen verstanden werden, seine Gedanken, Ideen, Thesen usw. anderen transparent zu machen und umgekehrt sich in die Gedankenwelt anderer aktiv hineinzuversetzen.
Wilhelm von Humboldt hingegen beschreibt einen Aspekt des Bildungsbegriffes als die „Verknüpfung von Ich und Welt“. Im Mittelpunkt steht der Mensch mit seinen Kräften, während Welt die Gesamtheit aller außerhalb des Menschen liegenden Gegenstände bezeichnet. Es besteht eine konstante Wechselwirkung zwischen dem Einfluss des Menschen auf die Welt und dem Einfluss der Welt auf den Menschen. Laut Humboldt sind die Kräfte beziehungsweise Fähigkeiten des Menschen von Natur aus gegeben und werden erst durch individuelles Lernen entfaltet. Diese Kräfte definiert Humboldt nicht nur als Wissen, sondern auch als geistiges und emotionales Denken und Lernen:

„Bildung ist eine ‚durchgängige Wechselwirkung des theoretischen Verstandes und des praktischen Willens‘.“

Humboldt sieht die Aufgabe der Bildung darin, die beiden Gegenstände Mensch und Welt einander ähnlicher zu machen, und nicht im Transport reinen Lernstoffes. Der Mensch sollte in der Schule für das Leben lernen und nicht auf einen spezifischen Beruf vorbereitet werden. Wilhelm von Humboldt wollte Schule allen zugänglich machen und jeder sollte die Möglichkeit haben, auf Wissen gleich zugreifen zu können. Er spricht sich für Bildung für alle aus.

## Frühe Bildung
Zunehmende Bedeutung, auch mit Rückwirkungen auf die Diskussion über schulische Bildung, gewinnt die frühe Bildung von Kindern in den ersten Lebensjahren. Während man noch in den 1950er und 60er Jahren vom „dummen ersten Jahr“ sprach und damit die Bildungsunfähigkeit kleiner Kinder beschreiben wollte, ist heute allgemeiner Kenntnisstand, dass Bildung spätestens mit der Geburt beginnt und dann in höchstem Tempo die wesentlichen Voraussetzungen aller späteren Bildungsprozesse gelegt werden. Wichtige Impulse hat dieser Prozess durch die Hirnforschung erfahren.

## Bildung und soziale Ungleichheit
„Schule ist eine Institution, die Lebenschancen verteilt.“
Die Bildungsanstrengung ist das Ergebnis der Einflüsse der Umwelt und der individuellen Entscheidung. Im Allgemeinen korrelieren in fast allen Gesellschaften sozialer Status der Eltern und formale Bildung der Kinder positiv miteinander. Das bedeutet, dass niedrige Bildungsabschlüsse (oder das Fehlen derselben) vor allem in den unteren Bevölkerungsschichten anzutreffen sind. Durch Erwerb von Bildung ist sozialer Aufstieg möglich.
Mit „Bildung“ und dem Ausbau des Bildungssystems war in der Vergangenheit häufig die Hoffnung verbunden, soziale Ungleichheiten abzubauen. Dass es sich bei der ersehnten „Chancengleichheit“ um eine Illusion handelt, haben die französischen Soziologen Pierre Bourdieu und Jean-Claude Passeron schon in den 1960er Jahren gezeigt. Dabei gibt es nationale Unterschiede. Im internationalen Vergleich bestimmt in Deutschland die soziale Herkunft in besonders hohem Maß den Bildungserfolg. Diverse Schulleistungs-Studien (LAU-Studie, IGLU-Studie, PISA-Studie) haben belegt, dass Kinder ungebildeter Eltern selbst dann häufig eine geringere Schulformempfehlung bekommen als Kinder von Eltern mit höherer Bildung, wenn die kognitive, die Lese- und Mathematikkompetenz gleich ist. Das Bildungswesen kann unter solchen Voraussetzungen dazu dienen, soziale Ungleichheit zu reproduzieren und zu legitimieren, da das „Versagen“ im Bildungssystem häufig als individuelle Unfähigkeit interpretiert und erlebt wird. In Deutschland sind gegenwärtig in besonderer Weise Kinder und Jugendliche aus Einwandererfamilien von Bildungsbenachteiligung betroffen. Darauf reagiert eine Fachdiskussion zu der Frage, was Erfordernisse einer angemessenen Bildungspolitik und Bildungspraxis in der Einwanderungsgesellschaft sind. Eine Studie der Universität Augsburg von 2007 weist zudem auf einen deutlichen Unterschied zwischen Land- und Stadtkindern hin. So wechseln in Schwaben (Bayern) auf dem Land nur 22 Prozent der Mädchen von der Grundschule auf das Gymnasium. In der Stadt dagegen gehen 44 Prozent der Mädchen auf die Oberschule – trotz gleicher Noten.
Einen Zusammenhang zwischen den landwirtschaftlichen Strukturen im 19. Jahrhundert, verschiedenen Bildungsniveaus und wirtschaftlichen Ungleichheiten haben Jörg Baten und Ralph Hippe (2017) für Europa gefunden. Sie argumentieren, dass die Größe der Betriebe ausschlaggebend war, welche wiederum von der Bodenbeschaffenheit beeinflusst wurde. In den kleineren Betrieben legten die Bauern größeren Wert darauf, dass ihre Kinder gebildet waren, da sie später den Hof übernehmen würden. Dies war u. a. typisch für Nord- und Nordwesteuropa um 1900. Waren Boden und Klima jedoch günstig für große Weizenfelder und somit Großgrundbesitz, entwickelten sich häufig politische Eliten. Diese wiederum verhinderten den Zugang zu Bildung für ländliche Arbeitnehmer. Die daraus resultierenden Bildungsunterschiede wirkten sich wiederum auf die allgemeine wirtschaftliche Entwicklung aus.
Siehe auch: Bildungsparadox, soziale Reproduktion, Kritische Bildungstheorie, Arbeiterkinder, Bildungsgeographie, Bildungsbenachteiligung und DSW-Sozialerhebung

## Bildungsziele
Bildungsziele der praktischen Bildung können gemäß Hans Lenk unter anderem sein:
- Kreativität
- Flexibilität
- Selbsterkenntnis
- Selbstwertbewusstsein
- Führungsfähigkeit
- Sachlichkeit
- Zielstrebigkeit
- interdisziplinäre Offenheit
- generalistisches Interesse
- Fortschrittsorientierung
- Zivilcourage
- Grundwertorientierung

Wissenschaftler wie Wolfgang Klafki oder Benjamin Jörissen beschäftigen sich mit theoretischen Ansätzen, um den Bildungsbegriff im Allgemeinen und Bildungsziele zu definieren.
Klafki (2007, S. 19–25) spricht von „Bildung als Befähigung zu vernünftiger Selbstbestimmung“ sowie von „Bildung als Subjektentwicklung im Medium objektiv-allgemeiner Inhaltlichkeit“. Die Begriffe „Selbstbestimmung, Freiheit, Emanzipation, Autonomie, Mündigkeit, Vernunft, Selbsttätigkeit“ bezeichnet Klafki (2007, S. 19) als Beschreibung für das erste Moment von Bildung. Durch Bildung soll sich das Individuum emanzipieren von Vorgaben durch andere, frei denken und eigene moralische Entscheidungen treffen können. Nach dieser Sicht können die oben genannten Begriffe als Ziele von Bildung gesehen werden. Nach Klafki ist Bildung nichts Individuelles oder Subjektives. Das Individuum erreicht die Ziele nur durch Auseinandersetzung mit Inhalten. Diese Inhalte sind durch die menschliche Kultur vorgegeben. Klafki (2017, S. 21) versteht darunter „zivilisatorische Errungenschaften der Bedürfnisbefriedigung, Erkenntnisse über die Natur und die menschliches, politische Verfassungen und Aktionen, sittliche Ordnungen, Normsysteme und sittliches Handeln, soziale Lebensformen, ästhetische Produkte bzw. Kunstwerke, Sinndeutungen der menschlichen Existenz in Philosophien, Religion, Weltanschauungen“.
Jörissen und Marotzki (2009, S. 21–26) beschreiben vier aufeinander aufbauende Ebenen. Die erste Ebene bezeichnen sie als „Lernen 1“ und beschreiben sie als die einfachste Form von Lernen, dem reizinduzierten Lernen. Die vierte Ebene ist die komplexeste Ebene und wird „Bildung 2“ genannt. Das Erreichen dieser Ebene kann als Bildungsziel definiert werden. Auf dieser Ebene ist das Individuum in der Lage, sich selbst bei der Konstruktion seiner Welt zu beobachten. Es schafft eigene Schemata und kann diese hinterfragen. Es lernt andere Ansichten nicht nur anzuerkennen oder zuzulassen, sondern alle Erfahrungsmodi bewusst zu sehen und aktiv zu nutzen. Sich auf dieser Ebene zu bewegen, ist dauerhaft nicht möglich. Im Alltag würde sich der Mensch in jeder Situation alle Handlungsmöglichkeiten aus allen denkbaren Perspektiven vor Augen führen. Wenn diese Ebene allerdings einmal erreicht wurde, ist es möglich, sie immer wieder zu betreten.
Bildungsziele besitzen keine einheitliche Definition. Neben den allgemeinen Bildungszielen, auf denen in Deutschland bundesweite Bildungsstandards basieren, gibt es auch konkrete Bildungs- und Erziehungsziele in Gestaltung der einzelnen Länder (B. Lohmar und T. Eckhardt, 2014, S. 25). So sollte z. B. nach einem bayrischen Gutachten des Aktionsrats Bildung (2015) erwähnt sein, dass Bildung als mehrdimensional betrachtet werden sollte. Damit müssen dementsprechend auch Bildungsziele mehrdimensional betrachtet werden. In der Bildung sollten die Bildungsziele und -kompetenzen, wie Wilhelm von Humboldt sie beschreibt, demzufolge verstärkt mit einbezogen werden: Bildungsziele sollen nicht auf die Aufnahme von fachlicher Kompetenz beschränkt sein, sondern auch nichtfachliche, übergeordnete Kompetenzen einschließen, wie z. B. erfolgreiche Bewältigung von komplexen Situationen, in denen auch soziale oder emotionale Kompetenzen eine Rolle spielen (Blossfeld, 2015, S. 19 ff.). Diese Thesen sind landesweit in den Schulgesetzen und Lehrplänen verankert (Blossfeld, 2015, S. 81).
Bildungswesen und -ziele in Deutschland
Im Allgemeinen wird das Bildungswesen in Deutschland durch die föderative Staatsstruktur bestimmt: Den Ländern obliegt, soweit nicht vom Grundgesetz anders befugt, die Gesetzgebung im Bereich des Bildungswesens. In abweichenden Fällen ist zumeist der Bund für die Gesetzgebung zuständig (B. Lohmar und T. Eckhardt, 2014, S. 11 ff., S. 25 ff.). Bildungs- und Erziehungsziele zählen zu den inneren Schulangelegenheiten und werden durch die Schulgesetze geregelt. Eine Konkretisierung wird schließlich durch die Lehrpläne des Kultusministeriums des Landes durchgeführt (B. Lohmar und T. Eckhardt, 2014, S. 25).
Die Konferenz der Kultusminister der Länder in der Bundesrepublik Deutschland (Kultusministerkonferenz – KMK) ist eine ständige Zusammenarbeit der zuständigen Minister bzw. Senatoren der Länder für Bildung und Erziehung, Hochschulen und Forschung sowie kulturelle Angelegenheiten. Sie legen neben den allgemeinen Bildungszielen auch Bildungsstandards fest. Die KMK hat grundlegende Beschlüsse wie das „Hamburger Abkommen“ (1964) vereinbart, mit dem grundlegende Strukturen des Bildungswesens (Schulpflicht, Schularten etc.) festgelegt wurden. Das Hamburger Abkommen bildet die Basis für die Erarbeitung länderübergreifender Beschlüsse zur Weiterentwicklung des Schulwesens (B. Lohmar und T. Eckhardt, 2014, S. 44). Der „Konstanzer Beschluss“ (1997) wiederum sorgt für die Qualitätssicherung und Qualitätsentwicklung im Bildungswesen. In der KMK werden zudem qualitative Standards für das Bildungswesen erarbeitet, so z. B. die Standards für den mittleren Schulabschluss, den Primarbereich und für Hauptschulabschlüsse (2003 und 2004) sowie für die allgemeine Hochschulreife (2012), die landesweit gelten (B. Lohmar und T. Eckhardt, 2014, S. 44 ff.; Veröffentlichungen der Kultusministerkonferenz, Juni 2005a).
Standards sind im Bereich der Bildung als normative Vorgaben zur Steuerung des Bildungssystems zu verstehen. Sie bestimmen, welche Kompetenzen und wesentlichen Inhalte Schüler bis zu definierten Jahrgängen erwerben sollen (Veröffentlichungen der Kultusministerkonferenz, Juni 2005a, S. 10).
Bildungsstandards wurden bis dato für die Fächer Deutsch, Mathematik und die erste/fortgeführte Fremdsprache (sowohl Englisch als auch Französisch) und die naturwissenschaftlichen Fächer verfasst (Veröffentlichungen der Kultusministerkonferenz, Juni 2005a; Beschlüsse der Kultusministerkonferenz, Juni 2005b; B. Lohmar und T. Eckhardt, 2014). Der Aufbau von Bildungsstandards, festgehalten in den jeweiligen fachspezifischen Curricula, ist für alle Fächer gleich: Er beinhaltet zunächst den Beitrag des Faches zur Bildung, dann die Beschreibung und Definition der jeweiligen Kompetenzbereiche und schließt endlich mit Beispielaufgaben ab, die die verschiedenen Anforderungsbereiche veranschaulichen (Veröffentlichungen der Kultusministerkonferenz, Juni 2005a, S. 15).
Laut KMK fördern Bildungsstandards
- die Unterrichtsplanung im Hinblick auf definierte Leistungserwartungen,
- die diagnostische Kompetenz der Lehrer,
- den Umgang mit Heterogenität,
- die Evaluation von Unterricht durch interne und externe Verfahren und
- die Arbeit mit den Lehrplänen.

(Veröffentlichungen der Kultusministerkonferenz, Juni 2005a, S. 14)
Weiterentwicklung von Bildungszielen in Deutschland
Aufgrund des Wandels von der Industriegesellschaft zur Dienstleistungsgesellschaft rücken auch Weiterbildungen immer weiter in Fokus des Bildungswesens. So wurde z. B. die „Strategie für lebenslanges Lernen“ 2004 beschlossen und 2006 haben Bundesministerium für Bildung und Forschung (BMFB) und das KMK den deutschen Qualifikationsrahmen für lebenslanges Lernen angedacht. So heißt es: „Ziel der Strategie ist es darzustellen, wie das Lernen aller Bürgerinnen und Bürger in allen Lebensphasen und Lebensbereichen, an verschiedenen Lernorten und in vielfältigen Lernformen angeregt und unterstützt werden kann“ (B. Lohmar und T. Eckhardt, 2014, S. 26 ff., S. 45 ff.). Zudem rückt im Zuge der „digitalen Revolution“ auch die Überarbeitung vieler Bildungsziele in den Vordergrund. Die Lernumgebung sowie die Lehr- und Lernformen müssen neu betrachtet werden. 2016 wurde daher eine Strategie zur digitalen Bildung veröffentlicht (Strategie der Kultusministerkonferenz, 2016).

## Der pädagogisch begleitete Bildungsprozess (Klafki)
Das von Wolfgang Klafki entwickelte Konzept der kategorialen Bildung basiert auf „dem Gedanken des wechselseitigen Aufeinanderbezogenseins von Welt und Individuum“. Er unterteilt den Begriff der Bildung in zwei Hauptgruppen, die materiale und die formale Bildung. In beiden Gruppen unterscheidet Klafki noch jeweils zwei weitere Grundformen: innerhalb der materialen Bildung den bildungstheoretischen Objektivismus und die Bildungstheorie des Klassischen, und als Varianten der formalen Bildung die funktionelle und die methodische Bildung.
Mit dem Begriff Bildungstheoretischer Objektivismus ist gemeint, dass es Bildungsziele gibt, die so wichtig sind, dass alle Schüler sie lernen müssen. Das impliziert auch die Auseinandersetzung mit dem Begriff des Allgemeinen, das als „uns alle Angehendes“ verstanden werden soll.
Klafkis Bildungstheorie des Klassischen versteht Bildung als Vorgang bzw. als Ergebnis eines Vorgangs, in dem sich der junge Mensch in der Begegnung mit dem Klassischen das geistige Leben, die Sinngebungen, Werte und Leitbilder seines Kulturkreises zu eigen macht und in diesen idealen Gestalten seine eigene geistige Existenz erst gewinnt. Welche Bildungsinhalte als „klassisch“ gelten könnten, könne nie ein für alle Mal festgeschrieben werden, sondern sei abhängig von historisch-kritischer Aneignung und einem fortdauernden Prozess der Herausbildung überzeugender Leitbilder.
Die funktionale Bildungstheorie als eine Grundform der formalen Bildung stellt nicht die Aufnahme und Aneignung von Inhalten in den Vordergrund, sondern die Formung, Entwicklung, Reifung von körperlichen, seelischen und geistigen Kräften und Verhaltensweisen, die für die Schüler wichtig sind, kurz: der Entfaltung ihrer humanen Fähigkeitsdimensionen.
Die zweite Grundform formaler Bildung nennt Klafki nach Lemensick methodische Bildung. Bildung bedeutet hier Gewinnung und Beherrschung der Denkweisen, Gefühlskategorie, Wertmaßstäbe, kurz: der Methode.
Aus Klafkis Sicht zielt Bildung auf die Vermittlung und den Erwerb von drei grundlegenden Zielen:
- Selbstbestimmungsfähigkeit,
- Mitbestimmungsfähigkeit,
- Solidaritätsfähigkeit.

Bildung solle in allen Grunddimensionen menschlicher Fähigkeiten vonstattengehen, das bedeutet über kognitive Funktionen hinaus:
- handwerklich-technische Bildung,
- Ausbildung zwischenmenschlicher Beziehungsmöglichkeiten,
- ästhetische Wahrnehmungs-, Gestaltungs- und Urteilsfähigkeit,
- ethische und politische Handlungsfähigkeit.

Im Bildungsprozess seien spezifische Einstellungen und Fähigkeiten zu vermitteln und zu erwerben:
- Kritikbereitschaft und -fähigkeit, einschl. Fähigkeit zur Selbstkritik,
- Argumentationsbereitschaft und -fähigkeit,
- Empathie,
- Fähigkeit zu vernetztem Denken.

## Bildungsvergleiche international
Abgesehen davon, dass verschiedene Kulturen unterschiedliche Bildungsideale verkörpern, gibt es weitgehende Einigkeit darüber, dass bestimmte Basiskompetenzen zur Allgemeinbildung gehören, z. B. Lesen, Schreiben, Textverständnis, grundlegende Kenntnisse der Mathematik, Geographie und Naturwissenschaften etc. Diese Kenntnisse werden in internationalen Vergleichsstudien länderübergreifend verglichen, z. B. den PISA-, IGLU- oder TIMSS-Studien. Allerdings geben diese Studien keinen Gesamtüberblick über den Bildungsstand in diesen Ländern, sondern bilden vor allem deren aktuelles Schulsystem ab. Die aktuellen PISA-Ergebnisse lassen z. B. keine Schlüsse zum Bildungsstand Erwachsener zu, die die Schule schon vor Jahren oder Jahrzehnten verlassen haben. Der Bildungsstand Erwachsener lässt sich bis zu einem gewissen Grad an den jeweiligen Abschlüssen innerhalb einer Bevölkerung ablesen, z. B. in Studien der OECD. Allerdings sind Abschlüsse nur bedingt vergleichbar, auch wenn es zunehmend Bestrebungen gibt, akademische Grade zu standardisieren und damit vergleichbar zu machen (z. B. mit dem Bologna-Prozess der Europäischen Union).

## Bildungsstagnation in hochentwickelten Ländern
Analysen des National Center for Education Statistics in den USA und der Brookings Institution zeigen, dass etwa seit 2011/14 die Leistungen in Mathematik, die sich jahrzehntelang positiv entwickelt hatten, stagnieren oder gar zurückgehen. Das gilt auch für die Lesefähigkeit. Am stärksten ließen die Leistungen von afroamerikanischen Jungen in den Großstädten nach, während die Leistungen an der Spitze noch anstiegen. Das wird auch auf die Weltfinanzkrise zurückgeführt, obwohl die Investitionen in die Bildung in den USA zunahmen.
In England stagnieren in der gleichen Zeit die Leistungen von 14- bis 19-Jährigen Sekundarstufenschülern. Hier würden insbesondere mittlere und lernschwache Schüler von den besseren abgehängt, was auch auf die konservativen Schulreformen zurückzuführen sei, durch die die angebliche Inflation höherer Abschlüsse in der Periode von New Labour gestoppt werden sollten.
Auch andere entwickelte Länder weisen ähnliche Trends auf. So sei in kaum einem Land das Leistungsniveau in den letzten Jahren so stark abgefallen wie in Finnland, das 15 Jahre zuvor noch Spitzenwerte erreichte.
Emmanuel Todd sieht einen Zusammenhang zwischen der Bildungsstagnation in den hochentwickelten westlichen Nationen mit der demographischen Überalterung, der Auflösung der paternalistischen Stammfamilie, wodurch die Akkumulation und Weitergabe von kulturellem Kapital behindert werde, und einem zunehmend radikalen Individualismus. Die „Dritte Bildungsrevolution“ (gemeint ist der Ausbau der Hochschulen nach der Einführung der Schulpflicht und dem Ausbau des Sekundarschulwesens) sei trotz steigender Zahl von Hochschulabsolventen qualitativ abgebrochen, die Ungleichheit kehre verstärkt in den Bildungsbereich zurück und gehe einher mit dem steilen Anstieg der Einkommen des reichsten 1 % der Amerikaner bei gleichzeitiger Stagnation der mittleren Einkommen seit den 1990er Jahren. Das Aufstiegsversprechen funktioniere daher nicht mehr.

## Bildungskonzepte anderer Kulturen

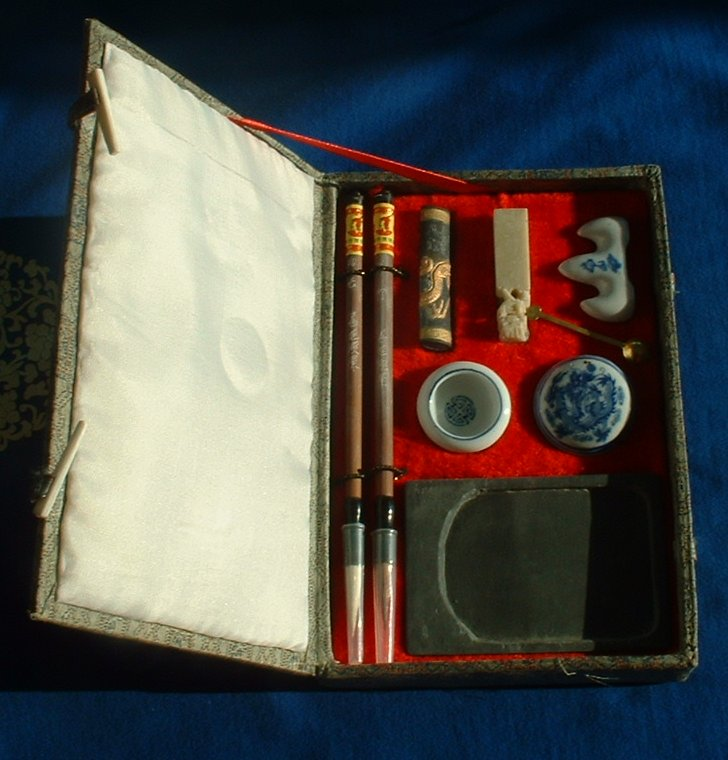
Die vier Schätze des Gelehrtenzimmers umfassen alles, was ein Intellektueller in der chinesischen Kaiserzeit benötigte: Pinsel, Tusche, Reibstein und Papier

Der in diesem Artikel bis hierhin vorgestellte Bildungsbegriff ist im 18. Jahrhundert in Europa entstanden. Bildungstraditionen existieren jedoch nicht nur in der westlichen Welt, sondern auch in vielen anderen Kulturen und sind oftmals erheblich älter als die Humboldtschen Ideen.

### China
Die chinesische Bildungstradition entstand im 6. Jahrhundert v. Chr. mit dem Konfuzianismus, einer Philosophie, die in China nicht zufällig „Schule der Gelehrten“ heißt. Konfuzius und seine Schüler bemühten sich in dieser Zeit um eine Erneuerung der gesellschaftlichen und religiösen Werte und um eine grundlegende Verbesserung des Menschen, die zu einer Vervollkommnung der gesellschaftlichen Ordnung führen sollte. Den Schlüssel zur Verbesserung des Menschen sahen sie in der Erfüllung bestimmter sozialer Pflichten (Loyalität, Ehrung der Eltern, Schicklichkeit) und im Studium. Im Gefolge der konfuzianischen Bestrebungen um eine Meritokratie wurde unter der Sui-Dynastie im Jahre 606 n. Chr. die chinesische Beamtenprüfung eingeführt, ein Wettbewerbssystem, das Angehörigen der gebildeten Stände einen Aufstieg in gesellschaftliche Positionen ermöglichte, die bis dahin meist per Geburt eingenommen wurden. Das Prüfungssystem führte zur Entstehung einer sozialen Schicht von Gelehrten-Bürokraten (士大夫,  shì dàfū; vgl. Mandarin), die in Kalligrafie und im konfuzianischen Schrifttum geschult waren und die bis zum Untergang der Qing-Dynastie (1912) in der Politik Chinas großen Einfluss besaßen. Zu den Gebieten, auf denen chinesische Gelehrte (文人,  wénrén) traditionell bewandert waren, zählen auch die chinesische Literatur, das Spielen von Musikinstrumenten, das Go- oder Schachspiel, das Malen mit Wasserfarben und die Teekunst. Nach der Gründung der Volksrepublik China und besonders in der Zeit der Kulturrevolution versuchte die chinesische Führung unter Mao Zedong eine Zerschlagung sämtlicher Bildungstraditionen der Kaiserzeit durchzusetzen; so gab es in der VR China von 1966 bis 1978 z. B. keinen normalen Universitätsbetrieb. Die außerordentliche hohe Bewertung von Bildung ist für große Teile der chinesischen Bevölkerung jedoch bis auf den heutigen Tag charakteristisch geblieben.
Da diese Bildungstradition sich unabhängig von der europäischen Geistesgeschichte entwickelt hat und in einer Zeit entstanden ist, in der das deutsche Wort „Bildung“ noch nicht einmal existierte, bestehen zwischen dem traditionellen chinesischen und dem modernen westlichen Bildungsbegriff neben manchen Gemeinsamkeiten auch signifikante Unterschiede. Besonders fern liegt der kollektivistischen Tradition Chinas die Humboldtsche Idee, dass der Mensch durch Bildung Individualität entfalten solle. Ähnlich wie das Humboldtsche zielt auch das konfuzianische Bildungsideal auf eine Verbesserung des Menschen, aber nicht mit der Absicht, aufgeklärte Weltbürger hervorzubringen, sondern um das Gemeinwesen in Harmonie zu bringen.

### Islam
Im Islam gilt der Prophet Mohammed als der erste Lehrer und geistige Erzieher der Gläubigen. Grundlegend für diese Vorstellung ist der Koranvers: „Gott hat den Gläubigen Gnade erwiesen, da er unter ihnen einen Gesandten von den ihren auftreten ließ, der ihnen seine Verse vorträgt, der sie läutert und der sie lehrt die Weisheit und das Buch. Sie waren ja zuvor in klarem Irrtum!“ (Sure 3:164). Der ismailitische Philosoph Nāsir-i Chusrau betrachtete Mohammed aufgrund dieses Verses sogar als den „Lehrer der Menschheit“ schlechthin.
Traditionelle islamische Bildung ist auf der elementaren Stufe vor allem auf das Auswendiglernen des Korans ausgerichtet. Dafür gibt es spezielle Koranschulen. Der dortige Unterricht beginnt mit dem Erlernen kurzer Korantexte (z. B. al-Fātiha) für den Gebrauch beim Gebet und behandelt dann die Rituale für Gebet und Waschung selbst. Im weiteren Verlauf der Ausbildung werden die Namen für die Buchstaben und Zeichen der arabischen Schrift und das Buchstabieren arabischer Korantexte erlernt, und es wird das flüssige Rezitieren und Schreiben des arabischen Korantextes geübt. Höhere Bildung wird in der Madrasa vermittelt. Sie besteht aus dem Erwerb weiteren Wissens über die religiösen Pflichten und der Aneignung von Kenntnissen über die Glaubenslehre (Tauhīd), über Ethik und Moral, die arabische Grammatik, Fiqh, Hadith, Prophetenbiographie, Koranexegese und Rechnen.
In Nigeria hat in den letzten Jahrzehnten die Bedeutung islamischer Bildung stark zugenommen. Nach der 1976 erfolgten Einführung der Allgemeinen Grundschulbildung (Universal Primary Education – UPE), die vor allem auf die Vermittlung westlicher Bildung ausgerichtet war, erlebte das private islamische Schulwesen einen enormen Ausbau. Mit der Organisation Boko Haram („Westliche Bildung ist verboten“) besteht seit 2004 eine islamistische Terrorgruppe, die sich den Kampf gegen westliche Bildung auf die Fahnen geschrieben hat.

### Judentum
Im Judentum liegt der Schwerpunkt der Bildung auf dem Studium von Thora, Talmud und rabbinischen Kommentaren. Siehe dazu Cheder und Jeschiwa.

### Einführungen
- Theodor Ballauff: Zur Geschichte der abendländischen Bildung. In: Winfried Böhm, Martin Lindauer (Hrsg.): „Nicht Vielwissen sättigt die Seele“. Wissen, Erkennen, Bildung, Ausbildung heute. (= Drittes Symposium der Universität Würzburg.) Ernst Klett, Stuttgart 1988, ISBN 3-12-984580-1, S. 49–70.
- Armin Bernhard: Bildung. In: Armin Bernhard, Lutz Rothermel (Hrsg.): Handbuch Kritische Pädagogik. Stuttgart 2001, ISBN 3-8252-8214-7.
- Andreas Dörpinghaus, Andreas Poenitsch, Lothar Wigger: Einführung in die Theorie der Bildung. Wissenschaftliche Buchgesellschaft, Darmstadt 2006, ISBN 3-534-17519-0.
- Anja Durdel: Der Bildungsbegriff als Konstruktion. Verlag Dr. Kovač, Hamburg 2002, ISBN 3-8300-0570-9. (Erziehung-Unterricht-Bildung, 93)
- Manfred Fuhrmann: Der europäische Bildungskanon des bürgerlichen Zeitalters. Insel-Verlag, Frankfurt am Main / Leipzig 1999, ISBN 3-458-16978-4.
- Heiner Hastedt (Hrsg.): Was ist Bildung? – Eine Textanthologie. Reclam, Stuttgart 2012, ISBN 978-3-15-019008-1.
- Hartmut von Hentig: Bildung. Ein Essay. München/Wien 1996; 5. Auflage ebenda 2004, ISBN 3-407-22158-4.
- Rebekka Horlacher: Bildung. UTB/Haupt Verlag, Bern 2011, ISBN 978-3-8252-3522-2.
- Volker Ladenthin: Philosophie der Bildung. Bonn 2007 (= Klassiker Denken. Band 4).
- Michael Maaser, Gerrit Walther (Hrsg.): Bildung. Ziele und Formen, Traditionen und Systeme, Medien und Akteure. Stuttgart 2011; 3. Auflage ebenda 2016, ISBN 978-3-476-02098-7.
- Friedhelm Nicolin: Stichwort Bildung. Kritische Reflexion zu einem aktuellen Begriff. Kleens Verlag, Düsseldorf 1974.

### Lexikonartikel
- Joachim Gruber: Bildung. In: Manfred Landfester (Hrsg.): Renaissance-Humanismus. Lexikon zur Antikerezeption (= Der Neue Pauly. Supplemente. Band 9). Metzler, Stuttgart/Weimar 2014, ISBN 978-3-476-02469-5, Sp. 136–152.
- Rudolf Lennert, Diethelm Michel u. a.: Bildung. In: Theologische Realenzyklopädie. 6 1980, ISBN 3-11-008114-8, S. 568–635 – v. a. (Begriffs-)Geschichte
- Ernst Lichtenstein: Bildung. In: Joachim Ritter u. a. (Hrsg.): Historisches Wörterbuch der Philosophie. Band 1: A–C. Basel/Stuttgart 1971, ISBN 3-7965-0692-5, S. 921–927.
- Friedrich Paulsen: Bildung. In: W. Rein (Hrsg.): Encyclopädisches Handbuch der Pädagogik. 2. Auflage. Langensalza 1903, S. 658–670.
- Terri Seddon: Bildung. In: Historisch-kritisches Wörterbuch des Marxismus. Band 2, Argument-Verlag, Hamburg 1995, Sp. 245–253.
- Georg Zenkert: Bildung. In: Religion in Geschichte und Gegenwart. 4. Auflage. Band 1., 1998, S. 1578–1582.

### Vertiefende Lektüre
Die chronologische Anordnung verdeutlicht Schwerpunktsetzungen einzelner Jahrzehnte.

1960 –
- Herwig Blankertz: Bildung im Zeitalter der großen Industrie. Hannover 1969, ISBN 3-507-38142-7.

1970 –
- Heinz-Joachim Heydorn: Über den Widerspruch von Bildung und Herrschaft. 1970. (Band 3 Heydorn-Studienausgabe 2004: ISBN 3-88178-333-4)
- Pierre Bourdieu, Jean-Claude Passeron: Die Illusion der Chancengleichheit. Untersuchungen zur Soziologie des Bildungswesens am Beispiel Frankreichs. Klett, Stuttgart 1971, ISBN 3-12-921120-9.
- Erich E. Geissler: Allgemeinbildung in einer freien Gesellschaft. Deutscher Pädagogik- und Hochschul-Verlag, Düsseldorf 1977.

1980 –
- Winfried Böhm, Martin Lindauer (Hrsg.): „Nicht Vielwissen sättigt die Seele“. Wissen, Erkennen, Bildung, Ausbildung heute. (= 3. Symposium der Universität Würzburg.) Ernst Klett, Stuttgart 1988, ISBN 3-12-984580-1.
- Günther Buck: Hermeneutik und Bildung. Elemente einer verstehenden Bildungslehre. Wilhelm Fink Verlag, München 1981, ISBN 3-7705-1913-2.
- Otto Hansmann, Winfried Marotzki (Hrsg.): Diskurs Bildungstheorie. Rekonstruktion der Bildungstheorie unter Bedingungen der gegenwärtigen Gesellschaft. 2 Bände, Band I: Systematische Markierungen. Band II: Problemgeschichtliche Orientierungen. Deutscher Studien Verlag, Weinheim, 1986 (Band I) und 1989 (Band II).
- Henning Kössler: Bildung und Identität. In: H. Kössler (Hrsg.): Identität. Fünf Vorträge. Erlangen 1989 (Erlanger Forschungen, Reihe B; Band 20), ISBN 3-922135-59-5, S. 51–65.
- Jürgen-Eckardt Pleines: Hegels Theorie der Bildung. 2 Bände, Band I: Materialien zu ihrer Interpretation. Band II: Kommentare. Georg Olms Verlag, Hildesheim u. a. 1983 (Band I), 1986 (Band II).

1990 –
- Wolfgang Klafki: Neue Studien zur Bildungstheorie und Didaktik. Beltz, Weinheim 1991, ISBN 3-407-34056-7.
- Erich Ribolits: Die Arbeit hoch? Berufspädagogische Streitschrift wider die Totalverzweckung des Menschen im Post-Fordismus. Profil, München/Wien 1995, ISBN 3-89019-362-5.
- Georg Bollenbeck: Bildung und Kultur. Glanz und Elend eines deutschen Deutungsmusters. Suhrkamp, Frankfurt am Main 1996 (= suhrkamp taschenbuch. Band 2570), ISBN 3-518-39070-8.
- Wolfgang Klafki: Neue Studien zur Bildungstheorie und Didaktik. Zeitgemäße und kritisch-konstruktive Didaktik. Beltz, Weinheim/Basel 1996, ISBN 3-407-34056-7.

2000 –
- Daniel Goeudevert: Der Horizont hat Flügel. Die Zukunft der Bildung. München 2001, ISBN 3-548-75086-9.
- Hartmut von Hentig: Bildung. Ein Essay. 5., aktualisierte Auflage. Beltz Verlagsgruppe, Weinheim 2004, ISBN 3-407-22158-4.
- Arbeitsgruppe Alternative Wirtschaftspolitik 2006: Gegen Privatisierung und Ausgrenzung – Gute Bildung für alle
- Konrad Paul Liessmann: Theorie der Unbildung. Zsolnay, Wien 2006, ISBN 3-552-05382-4.
- Heidemarie Dobner: Bildung – ein Menschenrecht. Springer, Wien 2007, ISBN 978-3-211-48966-6.
- Jochen Krautz: Ware Bildung  –  Schule und Universität unter dem Diktat der Ökonomie. Diederichs im Heinrich Hugendubel Verlag, Kreuzlingen/München 2007, ISBN 978-3-7205-3015-6.
- Friedrich-Schiller-Universität Jena (Hrsg.): Das Spezifikum universitärer Bildung. Jena 2007, ISBN 978-3-938203-56-9.
- Edmund Kösel: Die Modellierung von Lernwelten. Band I: Die Theorie der Subjektiven Didaktik. Band II: Die Konstruktion von Wissen. Band III: Die Entwicklung postmoderner Lernkulturen. Ein Plädoyer für den Umbau der Schule. 2. Auflage. Bahlingen 2008.
- Tobias Prüwer: Humboldt reloaded. Kritische Bildungstheorie heute. Tectum Verlag, Marburg 2009, ISBN 978-3-8288-9991-9.
- Andreas Schlüter, Peter Strohschneider (Hrsg.): Bildung? Bildung! – 26 Thesen zur Bildung im Wissenschaftssystem als Herausforderung des 21. Jahrhunderts. Bloomsbury, Berlin 2009, ISBN 978-3-8270-0849-7.
- Matthias Bickenbach, Harun Maye: Metapher Internet. Literarische Bildung und Surfen. Berlin 2009, ISBN 978-3-86599-089-1.

2010 -
- Martina Schmidhuber (Hrsg.): Formen der Bildung. Einblicke und Perspektiven. (Theorie der Unbildung. Die Irrtümer der Wissensgesellschaft), Lang, Wien u. a. 2010, ISBN 978-3-631-59333-2.
- Roland Mugerauer: Kompetenzen als Bildung? Tectum, Marburg 2012, ISBN 978-3-8288-2865-0.
- Thomas Rucker: Komplexität der Bildung. Beobachtungen zur Grundstruktur bildungstheoretischen Denkens in der (Spät-)Moderne. Klinkhardt 2012, ISBN 978-3-7815-1974-9.
- Hartmut von Hentig: Die Schule neu denken. Eine Übung in pädagogischer Vernunft. 6. Auflage. Beltz, Weinheim 2012.
- Otto Hansmann: Die Bildung des Menschen und des Menschengeschlechtes. Eine herausfordernde Synopse vom 18. Jahrhundert bis zur Gegenwart. Logos Verlag, Berlin 2014, ISBN 978-3-8325-3819-4.
- Helmut Peukert: Bildung in gesellschaftlicher Transformation. Herausgegeben von Ottmar John und Norbert Mette. Schöningh, Paderborn/München/Wien/Zürich 2015, ISBN 978-3-506-78106-2.
- Manuel Clemens: Ästhetische Einsamkeit. Bildung außerhalb des Kanons. In: Romanische Studien 1/2015, online romanischestudien.de
- Manuel Clemens: Das Labyrinth der ästhetischen Einsamkeit. Eine kleine Theorie der Bildung. Würzburg 2015, ISBN 978-3-8260-5765-6.
- Zellerhoff, Rita: Vielfalt der sprachlichen Bildung. Handlungsorientierte und erfahrungsoffene Wege zur Sprachkultur. Peter Lang Edition, Frankfurt am Main, ISBN 978-3-631-62983-3 (Print); ISBN 978-3-653-03789-0 (E-Book)
- Zenkert, Georg (Hrsg.): Bildungskonzepte und Bildungsorganisation. Zur Dramaturgie der Wissensgesellschaft. Heidelberg 2017, ISBN 978-3-86809-122-9.
- Christian Fron: Bildung und Reisen in der römischen Kaiserzeit: Pepaideumenoi und Mobilität zwischen dem 1. und 4. Jh. n.Chr. Berlin 2021, ISBN 978-3-11-069871-8.
- Heinz-Elmar Tenorth: Die Rede von Bildung. Tradition, Praxis, Geltung – Beobachtungen aus der Distanz. Stuttgart 2020, ISBN 978-3-476-05668-9.

### Zum Bildungskanon Allgemeinbildung
- Bertelsmann Lexikon Institut: Das aktuelle Buch der Allgemeinbildung. Wissen Media Verlag, Gütersloh/München 2003, ISBN 3-89996-485-3. (Der Band enthält eine CD-Beilage mit Testfragen.)
- Bodo Harenberg (Idee u. Hrsg.): Harenberg Kursbuch Bildung – Das erste interaktive Lexikon. Harenberg Verlag, Dortmund 2003, ISBN 3-611-01154-1.
- Barbara Holle, Stephanie Köber, Stefanie Thuir (Redaktionelle Ltg.): Allgemeinbildung – Das große Standardwerk mit dem Wissen unserer Zeit. Sonderausgabe mit 5000 Fragen & Antworten. Weltbild, Augsburg 2011, ISBN 978-3-8289-4191-5.
- Meyers Lexikonredaktion (Hrsg.): Meyers Memo – Das Wissen der Welt nach Sachgebieten. Meyers Lexikonverlag Mannheim/Wien/Zürich, © Deutsche Ausgabe: Bibliographisches Institut & F.A.Brockhaus AG, Mannheim 1991, ISBN 3-411-07311-X.
- Matthias Vogt: DuMonts Handbuch Allgemeinbildung. Reihe monte, Verlag DuMont-Monte, Köln 2002, ISBN 3-8320-8655-2.
- Detlef Wienecke-Janz (Redaktionelle Ltg.): Der Brockhaus Bildung 21 – Wissen für das 21. Jahrhundert. wissenmedia, Gütersloh 2011, ISBN 978-3-577-09056-8.

### Zum Bildungskanon Naturwissenschaften
- Ernst Peter Fischer: Die andere Bildung. Was man von den Naturwissenschaften wissen sollte. Ullstein, 2003, ISBN 3-548-36448-9.
- Hans Werner Heymann: Allgemeinbildung und Mathematik. Beltz, Weinheim / Basel 1996, ISBN 3-407-34099-0.
- Adolf Klein: Ringen um die mathematisch-naturwissenschaftliche Bildung. Dümmler, Bonn 1991, ISBN 978-3-427-44191-5.
- Michel Serres, Nayla Farouki (Hrsg.): Thesaurus der exakten Wissenschaften. Verlag Zweitausendeins, Frankfurt am Main 2001, ISBN 3-86150-365-4. (Der Band behandelt die Gebiete Astrophysik, Biochemie, Chemie, Genetik, Geowissenschaften, Informatik, Mathematik, Physik)
- Hans-Jürgen von Wensierski, Jüte Sophia Sigeneger: Technische Bildung. Grundzüge eines pädagogischen Konzepts für die schulische und außerschulische Kinder- und Jugendbildung. Band 1. Barbara Budrich, Opladen 2015, ISBN 978-3-8474-0626-6.

### Zum Bildungskanon Geisteswissenschaften
- Dietrich Schwanitz: Bildung. Alles, was man wissen muß. Eichborn, Frankfurt am Main 1999, ISBN 3-8218-0818-7. (Die Geisteswissenschaften werden dargelegt; die Naturwissenschaften werden nicht behandelt)

### Bildungsziele
- Beschlüsse der Kultusministerkonferenz: Bildungsstandards im Fach Biologie für den Mittleren Schulabschluss. PDF, zuletzt geprüft Juni 2017.
- Hans-Peter Blossfeld: Bildung. Mehr als Fachlichkeit: Gutachten. PDF, zuletzt geprüft Juni 2017.
- Benjamin Jörissen und Winfried Marotzki: Medienbildung – eine Einführung. Theorie – Methoden – Analysen. Julius Klinkhardt, Bad Heilbrunn 2009, ISBN 978-3-8252-3189-7.
- Wolfgang Klafki: Neue Studien zur Bildungstheorie und Didaktik. Zeitgemäße Allgemeinbildung und kritisch-konstruktive Didaktik. 6. Auflage. Beltz, Weinheim und Basel 2007, ISBN 3-407-32085-X.
- B. Lohmar und T. Eckhardt: Das Bildungswesen in der Bundesrepublik Deutschland 2013/2014: Darstellung der Kompetenzen, Strukturen und bildungspolitischen Entwicklungen für den Informationsaustausch in Europa. PDF, zuletzt geprüft Juni 2017.
- Strategie der Kultusministerkonferenz: Bildung in der digitalen Welt. PDF, zuletzt geprüft Juni 2017.
- Veröffentlichungen der Kultusministerkonferenz: Bildungsstandards der Kultusministerkonferenz. PDF, zuletzt geprüft Juni 2017.

### Chinesische Bildung
- Hans Steininger: Das fernöstliche Bildungsverständnis und sein Verfall in der Neuzeit. In: Winfried Böhm, Martin Lindauer (Hrsg.): „Nicht Vielwissen sättigt die Seele“. Wissen, Erkennen, Bildung, Ausbildung heute. (= Drittes Symposium der Universität Würzburg.) Ernst Klett, Stuttgart 1988, ISBN 3-12-984580-1, S. 107–128.

### Islamische Bildung
- Stefan Reichmuth: Islamische Bildung und soziale Integration in Ilorin (Nigeria) seit ca. 1800. Lit-Verlag, Münster 1998.